# Pierre Lemaitre
Pierre Lemaitre (Parijs, 19 april 1951) is een Franse scenarioschrijver en auteur. Hij ontving de Prix Goncourt in 2013 voor zijn oorlogsroman Au revoir là-haut (Tot ziens daarboven).

## Pierre Lemaitre
Pierre Lemaitre is autodidact. Hij werkte als leraar literatuur voordat hij schrijver werd. In 1977 heeft hij een klein leerbedrijf opgericht voor onderwijs en communicatie aan volwassenen. Tot het midden van de jaren 2000 gaf hij cursussen algemene cultuur aan lokale overheidsfunctionarissen en organiseerde hij seminars over Franse en Noord-Amerikaanse literatuur voor bibliothecarissen. Lemaitre is vooral bekend om zijn thrillers met Commissaris Camille Verhoeven in de hoofdrol.
Zijn belangrijkste werk is Tot ziens daarboven, een roman over de Eerste Wereldoorlog en de periode vlak daarna. Twee soldaten die de verschrikkingen van de loopgraven hebben overleefd voelen zich bedrogen en verstoten door de maatschappij. Ze besluiten om fortuin te maken en ontwikkelen een plan om snel geld te verdienen en de samenleving een loer te draaien. Tot ziens daarboven is een aangrijpende roman over de gevolgen van de Grote Oorlog en hoe een land de doden herdenkt, maar de overlevende soldaten lijkt te vergeten.
In 2017 werd Au revoir là-haut verfilmd door de Franse regisseur Albert Dupontel.
Citaat uit een interview met Pierre Lemaitre: een verhaal van Dumas, geschreven door Tolstoi, dat zou voor mij het ideale boek zijn. (Pour moi, le livre idéal serait une histoire de Dumas écrite par Tolstoï).

## Boeken

#### Romans
- 2009 Robe de marié. Nederlandse vertaling: Vals leven. Vertaald door Yvonne Kloosterman. Xander Uitgevers, 2016. (Eerder verschenen als: Bruidsjurk).
- 2010 Cadres noirs. Nederlandse vertaling: Vrije val. Vertaald door Jan Steemers. Xander Uitgevers, 2017. ISBN 9789401607353. (Eerder verschenen als: Rollenspel).
- 2016 Trois jours et une vie. Nederlandse vertaling: Drie dagen en levenslang. Vertaald door Richard Kwakkel. Xander Uitgevers, 2016. ISBN 9789401606097
- 2021 Le Serpent majuscule. Nederlandse vertaling: Het serpent. Vertaald door Andreas Dijkzeul. Xander Uitgevers BV, Haarlem, 2022. ISBN 9789401617222

#### Interbellumtrilogie: Les Enfants du désastre
- 2013 Au revoir là-haut. Nederlandse vertaling: Tot ziens daarboven. Vertaald door Liesbeth van Nes. Xander Uitgevers, 2014. ISBN 9789401601931
- 2018 Couleurs de l'incendie. Nederlandse vertaling: De kleuren van de brand. Vertaald door Liesbeth van Nes. Xander Uitgevers, Amsterdam, 2019. ISBN 9789401610360
- 2020 Miroir de nos peines. Nederlandse vertaling: De spiegel van ons verdriet. Vertaald door Andreas Dijkzeul. Xander Uitgevers, Haarlem, 2020. ISBN 9789401613491

#### TetralogieDe Glorieuze Jaren: Les Années glorieuses[5]
- 2022 Le Grand Monde. Nederlandse vertaling: De grote wereld. Vertaald door Andreas Dijkzeul. Xander Uitgevers, 2023. ISBN 9789401620567

- 2023 Le Silence et la Colère. Nederlandse vertaling: De stilte en de woede. Vertaald door Andreas Dijkzeul. Xander Uitgevers, 2025. ISBN 9789401624794, 9789401624596

- 2025 Un avenir radieux. Letterlijke vertaling: Een stralende toekomst. Er is nog geen Nederlandse vertaling aangekondigd (geen vertaler of uitgever genoemd).

#### Thrillers met Commissaris Camille Verhoeven
- 2006 Travail soigné (Verhoeven-trilogie, deel 1). Nederlandse vertaling: Irene. Xander Uitgevers, 2014.
- 2011 Alex (Verhoeven-trilogie, deel 2). Nederlandse vertaling: Alex. Vertaald door Roelien Vermaant. Xander uitgevers, 2013
- 2012 Sacrifices (Verhoeven-trilogie, deel 3). Nederlandse vertaling: Camille. Xander Uitgevers, 2014. ISBN 9789401603638
- 2013 Rosy & John (novelle, gebaseerd op Les grands moyens). Nederlandse vertaling: Rosy. Vertaald door Jan Steemers. Xander Uitgevers, 2015. ISBN 9789401604253

## Belangrijke prijzen
- CWA International Dagger, in 2013 voor Alex
- Prix Goncourt in 2013 voor Au revoir là-haut

## Links
- Virtual International Authority File (VIAF): 22429842

- Bibsys: 90286086
- Biblioteca Nacional de España: XX5227826
- Bibliothèque nationale de France: cb150743274 (data)
- Catàleg d'autoritats de noms i títols de Catalunya: 981058514743006706
- CiNii: DA18318600
- Gemeinsame Normdatei: 1046747819
- International Standard Name Identifier: 0000 0001 2123 9991
- KulturNav: 245de9a9-edda-4353-b47e-457ecba08287
- Library of Congress Control Number: n2011048365
- Nationale Bibliotheek van Letland: 000281386
- Bibliotheek van het Japanse parlement: 01173797
- Nationale Bibliotheek van Tsjechië: jo2014833167
- Nationale bibliotheek van Australië: 52144544
- Nationale Bibliotheek van Israël: 987007529089305171
- Nationale en Universitaire bibliotheek Zagreb: 000636590
- Nederlandse Thesaurus van Auteursnamen: 326998233
- Istituto Centrale per il Catalogo Unico: LO1V386672
- Système universitaire de documentation: 132122081
- Trove: 868823
- Virtual International Authority File: 22429842
- WorldCat: E39PBJrKWV7YBCyCVmgTpMyPQq